# Företagsrock
Företagsrock är amatörmusiktävlingar mellan rockband där anställda på företag skapar bandkonstellationer som tävlar mot bandkonstellationer från andra företag. Företeelsen finns i flera större och medelstora svenska städer och påminner delvis om korpidrotten. Banden spelar coverlåtar och tävlar mot varandra i deltävlingar på lokala nöjesetablissemang, där vinnarna utses av en jury bestående av lokala profiler. Musiktävlingarna drar publik till näringsställena när bandmedlemmarnas kollegor kommer för att titta. Ibland är tävlingarna uppdelade i deltävlingar med utslagning och avslutande final.
Formen har funnits sedan slutet 1970-talet åtminstone. Då, och under 1980-talet, genomfördes tävlingar mellan band från främst tidningsredaktioner och medieföretag i Stockholm. Vid de tävlingarna var det obligatoriskt att spela Chuck Berrys låt Johnny B. Good. År 1990 avgjordes "svenska mästerskapen i korprock", på initiativ av Magnus Lind som under 1980-talet spelat i ett band för hans dåvarande arbetsplats Svenska Dagbladet.